# فرزاد خوشدست
فرزاد خوشدست کارگردان فیلم و مستندساز اهل ایران است
فیلم مستند خط باریک قرمز توسط وی در سال ۱۳۹۸ تولید شده‌است. با ساخت این مستند یک نوجوان از اجرای حکم اعدام نجات پیدا کرد و به تغییر در زندگی و آینده چند نوجوان بزهکار که در کانون اصلاح وتربیت در حبس بودند، انجامید.

## زندگی‌نامه
خوشدست از سیزده سالگی به صورت حرفه ای در تأتر مشهد به عنوان بازیگر کارش را شروع کرد در همان سال دو جایزه بازیگری تأتر در سطح استان خراسان دریافت کرد. او بلافاصله در ۱۴ سالگی اولین فیلم کوتاه ۸ میلیمتری‌اش را ساخت و در هنرستان هنر برای دو سال در رشته معماری و سپس در رشته گرافیک فارغ‌التحصیل شد. او در همان سالها چندبار نمایشگاه انفرادی و جمعی برای آثار هنری اش در شهر مشهد برگزار کرد.
در سال ۱۳۷۵ در رشته سینما در (مدرسه فیلمسازی به اندیش) زیر نظر اساتیدی چون اکبر عالمی، ناصر تقوایی، بزرگمهر رفیعا، احمد ضابطی جهرمی، حمید سمندریان، هوشنگ گلشیری، محمود دولت‌آبادی، قطب‌الدین صادقی، مسعود اوحدی، تورج منصوری، محمود کلاری، احمد الستی، کیومرث درم بخش، محمدعلی نجفی، محمدرضا دلپاک، مسعود بهنام، پرویز بهرام و کامبیز روشن‌روان درس سینما خوانده و در رشته کارگردانی فارغ‌التحصیل شد.
خوشدست پیش از تحصیل در رشته سینما با علاقه ای که به سینمای عباس کیارستمی داشت به او نزدیک شد و بعدها در زمان تدوین طعم گیلاس کنار او می‌رفت و این باعث ارتباط بیشتر او با استاد شد. تا زمانی که کیارستمی از دنیا رفت این رابطه استاد و شاگردی بین آنها ادامه یافت.
شکرالله خوشدست پدربزرگ فرزاد خوشدست معمار بزرگی در تاریخ معماری سنتی بود و به همین خاطر فامیل خوش دست را بر او نامگذاری کردند. برخی آثار او در موزه‌های خارج کشور وجود دارند که از آثار ماندگار معماری اسلامی و سنتی هستند.
فرزاد خوشدست تا به اکنون چندین فیلم کوتاه و مستند و داستانی ساخته‌است و اکثر آنها موفق به حضور در جشنواره‌های مختلف و دریافت جوایز داخلی و خارجی شده‌اند. خوشدست هم‌اکنون عضو پیوسته خانه سینمای ایران است.

## آثار

### فیلم‌های بلند
- مستند سینمایی «خط باریک قرمز» - پژوهش، کارگردانی (تهیه کنندگی مشترک) - ۱۳۹۸[۸]
- داستانی بلند «نگاه خیره» (تجربی) - نویسنده، کارگردان و تهیه‌کننده - ۱۳۹۷[۹]
- مستند سینمائی «زنی که نام ندارد» - کارگردان، تدوینگر - ۱۳۹۵[۱۰]

### فیلم‌های کوتاه
- فیلم کوتاه داستانی «سکانس آخر» به یاد عباس کیارستمی - نویسنده و کارگردان - ۱۳۹۶[۱۱]
- فیلم کوتاه داستانی «هیچ‌کس» - نویسنده، کارگردان و تهیه‌کننده - ۱۳۹۲[۱۲]
- فیلم کوتاه مستند «کانی‌های پرطاووسی» - پژوهش، کارگردان و تهیه‌کننده - ۱۳۹۰[۱۳]
- سه‌گانه مستند دربارهٔ «محمدعلی سپانلو - احمد پوری و شمس لنگرودی» - کارگردان، پژوهشگر - ۱۳۸۸[۱۴]

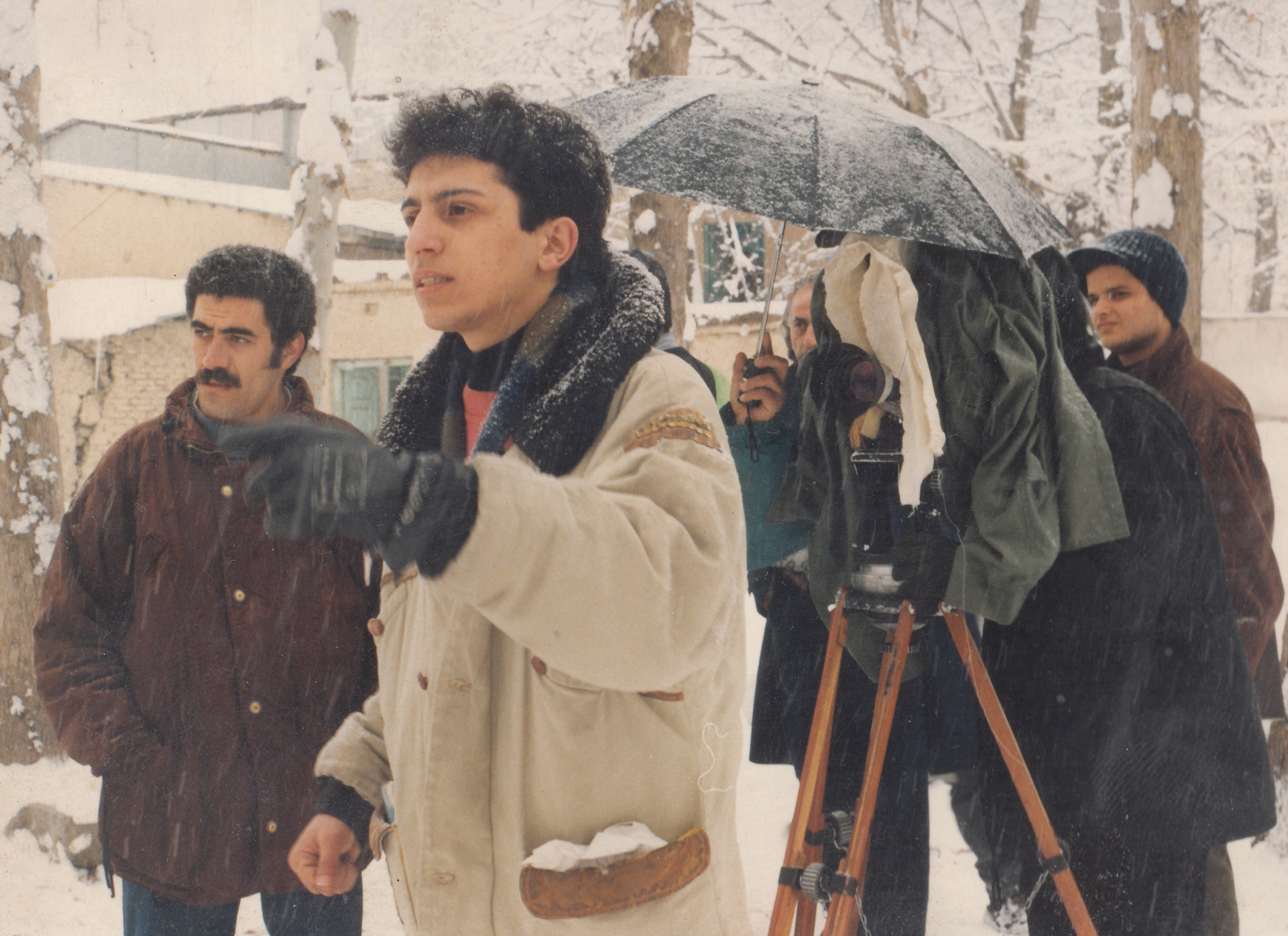
فرزاد خوشدست در پشت صحنه فیلم «همیشه پیش از آنکه فکر کنی، اتفاق می‌افتد» (روستای برغان)

- فیلم کوتاه داستانی «همیشه پیش از آنکه فکر کنی اتفاق می‌افتد» - (۱۶ میلیمتری) - نویسنده و کارگردان - ۱۳۷۷[۱۵]
- فیلم کوتاه داستانی «مکالمه» - (۳۵ میلیمتری) - نویسنده و کارگردان - ۱۳۷۶
- فیلم کوتاه مستند «از نفس افتاده» - (۱۶ میلیمتری) - کارگردان - ۱۳۷۶
- فیلم کوتاه داستانی «وسوسه نور» - (برای صد سالگی سینما) نویسنده و کارگردان - ۱۳۷۴
- فیلم کوتاه داستانی «پرواز چه سخت است» - (۸ میلیمتری) - نویسنده و کارگردان - ۱۳۷۳

## جوایز و افتخارات
1. اولین مستندساز ایرانی برنده جایزه نت‌پک (شبکه توسعه سینمائی آسیا و اقیانوسیه) در سی و هفتمین جشنواره جهانی فیلم فجر در ایران (خط باریک قرمز)[۱۶]
2. کاندید نهایی (پنج فیلم برتر) مستند در یازدهمین دوره جشنواره فیلم آسیا پاسیفیک در استرالیا (خط باریک قرمز)[۱۷]
3. فیلم منتخب بیست و چهارمین جشنواره فیلم پوسان در کره جنوبی (خط باریک قرمز)[۱۸]
4. برنده جایزه بهترین فیلم هنر و تجربه در سیزدهمین جشنواره سینما حقیقت (خط باریک قرمز)[۱۹]
5. برنده بهترین فیلم با موضوع آسیب‌های اجتماعی در سیزدهمین جشنواره سینما حقیقت (خط باریک قرمز)[۲۰]
6. برنده جایزه ویژه دبیر در سیزدهمین جشنواره سینما حقیقت (خط باریک قرمز)[۲۱]
7. برنده بهترین فیلم مستند در بیست و یکمین دوره جایزه حافظ (خط باریک قرمز) [۲۲]
8. کاندید بهترین کارگردانی در سیزدهمین جشنواره سینما حقیقت (خط باریک قرمز)[۲۳]
9. کاندید بهترین فیلم مستند در بیست و یکمین جشن سینمای ایران (خط باریک قرمز)[۲۴]
10. کاندید بهترین فیلم مستند در یازدهمین جشن مستقل سینمای مستند ایران (خط باریک قرمز)[۲۵]
11. حضور در بین فیلم‌های منتخب جشنواره فیلم فجر (خط باریک قرمز)[۲۶]
12. فیلم منتخب هشتمین جشن مستقل مستند ایران (زنی که نام ندارد)[۲۷]
13. فیلم منتخب در بخش اصلی پانزدهمین دوره جشنواره بین‌المللی فیلمهای مستند کپنهاگ دانمارک CPH:DOX (زنی که نام ندارد)[۲۸]
14. یکی از فیلم‌های مستند برتر و معرفی شده سال به انتخاب روزنامه گاردین لندن ۲۰۱۸ (زنی که نام ندارد)[۲۹]
15. کاندید بهترین مستند در جشنواره پلوپونیس یونان (زنی که نام ندارد)
16. فیلم منتخب جشنواره درخت طلایی آلمان (زنی که نام ندارد)[۳۰]
17. فیلم منتخب جشنواره اوشن سیتی آمریکا (زنی که نام ندارد)[۳۱]
18. فیلم منتخب جشنواره فیلم‌های حقوق بشری نپال (زنی که نام ندارد)[۳۲]
19. برنده جایزه بهترین فیلمنامه کوتاه برای صد سالگی سینما در جشنواره سینمای جوان (وسوسه نور)
20. برنده بهترین بازیگر عروسکی در جشنواره تأتر کانون پرورش فکری ۱۳۷۳ (نمایش شهر الفبا)